# Grottes Russell
Vous lisez un « bon article » labellisé en 2023.

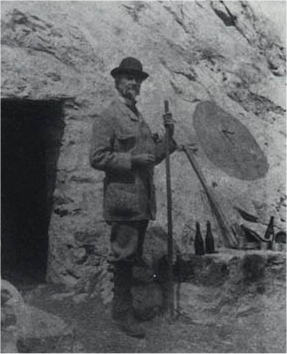
Henry Russell devant l'entrée d'une des grottes Bellevue.

Les grottes Russell sont un ensemble de sept grottes que le comte Henry Russell, pyrénéiste de renom, fait creuser dans le massif du Vignemale, dans le département français des Hautes-Pyrénées, pour servir d'abri et de lieu de villégiature.
Explorant la chaîne des Pyrénées depuis 1858, le comte Russell passe de nombreuses nuits sur les sommets qu'il gravit, dans un certain inconfort. Au début des années 1880, il décide de se fixer sur une montagne et d'y aménager un abri naturel pour accomplir de longs séjours à haute altitude pendant l'été. Son choix se porte sur le Vignemale, point culminant des Pyrénées françaises. En 1881, il fait percer par un entrepreneur de Gèdre une première grotte à proximité du col de Cerbillona, la « villa Russell », à 3 205 mètres d'altitude. Six autres grottes sont créées jusqu'en 1893, à des altitudes qui varient entre 2 400 et 3 280 mètres : la « grotte des Guides », la « grotte des Dames », les trois « grottes Bellevue » et la « grotte Paradis ».
Dans ses grottes, Henry Russell organise de somptueux repas et reçoit de nombreux invités qui vantent tous la qualité de son accueil. À la fin du XIXe siècle, elles deviennent le passage obligé des pyrénéistes qui fréquentent la région, ces derniers laissant un témoignage dans le livre d'or déposé au sommet de la pique Longue. Au début du XXIe siècle, le recul du glacier d'Ossoue rend inaccessibles certaines de ces grottes.

## Henry Russell, les Pyrénées et le Vignemale

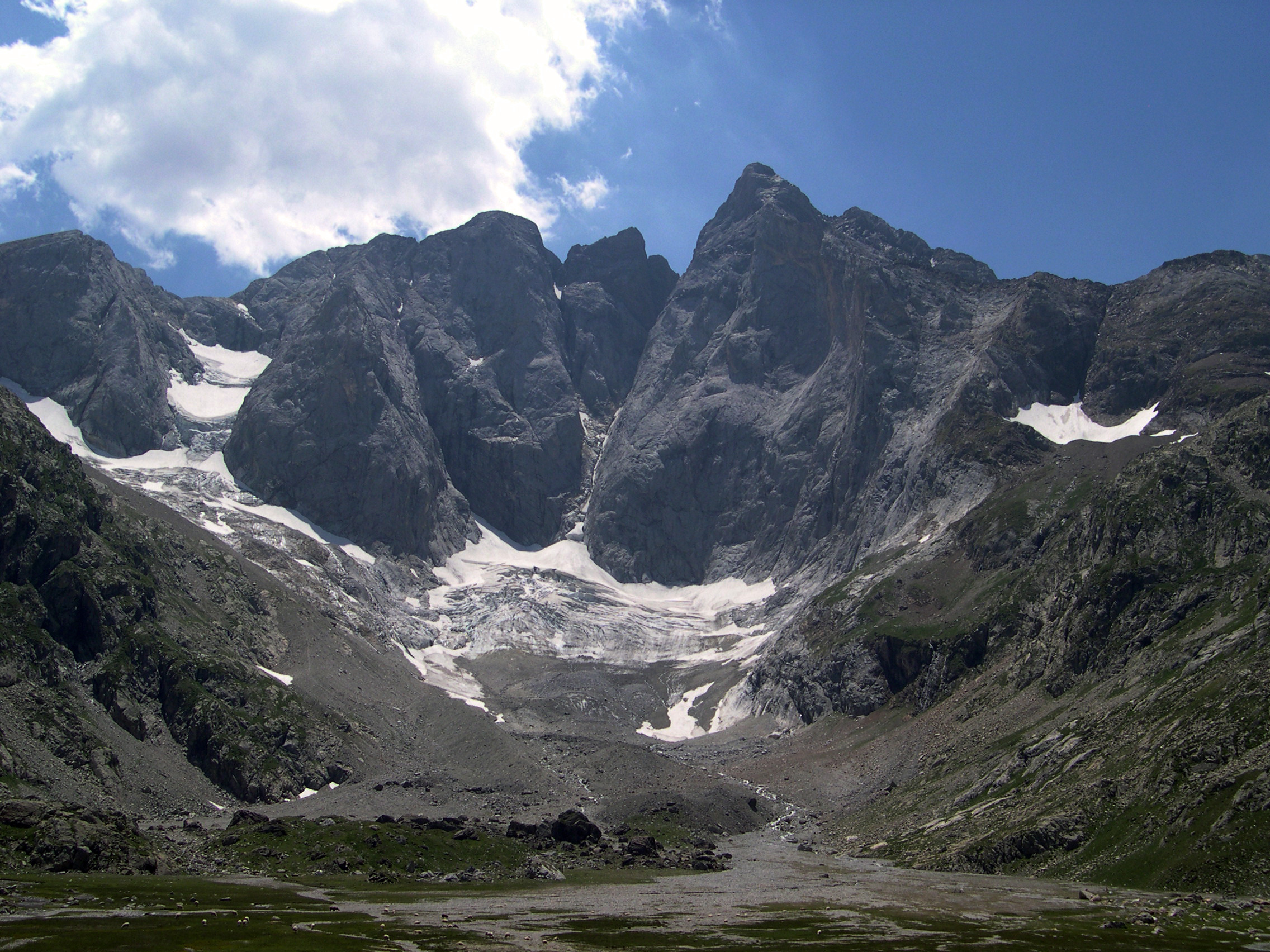
Le massif du Vignemale, avec la pique Longue au centre droit.

Après avoir gravi plusieurs sommets pyrénéens pendant l'été 1858, Henry Russell se consacre entièrement à l'exploration de la chaîne à partir de 1861 et devient l'une des grandes figures du pyrénéisme. Cette même année, le 14 septembre, il gravit pour la première fois le Vignemale, point culminant des Pyrénées françaises, un sommet avec lequel il entretient dès lors une relation particulière, effectuant par exemple, le 11 février 1869, ce qui est considéré comme la première grande hivernale en Europe, avec les guides Hippolyte et Henri Passet.
Personnage romantique, rêveur et contemplatif, il passe de nombreuses nuits sur les sommets, souvent inconfortables et parfois périlleuses, mais qui peuvent lui réserver des moments sublimes, comme le 26 août 1880 au sommet du Vignemale. Enfoui à l'intérieur de son sac en peau d'agneaux, dans un petit fossé recouvert de pierres, Henry Russell ne s'endort que brièvement en raison de la température négative, mais il vit l'un des plus beaux moments de sa vie, ébahi par le spectacle de la nuit étoilée comme par celui du lever du soleil,. Cette expérience fait naître chez lui l'envie de pratiquer de longs séjours à haute altitude, considérant par ailleurs qu'en raison de son âge, il lui devient difficile d'enchaîner les courses en montagne avec un minimum de sommeil et de nourriture. Il choisit alors de se fixer sur le Vignemale.

## Les sept grottes

### La villa Russell (1881-1882)

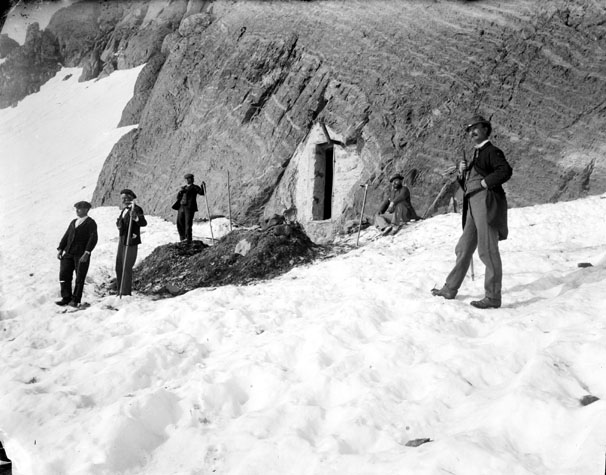
Henry Russell, au premier plan, et Léonce Lourde-Rocheblave, assis, devant la « villa Russell » en 1884.

Pour Henry Russell, « il n'y a rien de plus laid, de plus hideux et de plus repoussant qu'une maison, au milieu des chaos éternels et sublimes des montagnes ». S'il prône la vie à haute altitude, il n'accepte pas les constructions qui, selon lui, défigurent l'aspect sauvage de la montagne. Le creusement d'une grotte artificielle dans le roc lui apparaît donc comme la seule possibilité. Sa volonté est d'aménager un abri chaud et sec, sans qu'il soit nécessaire d'y faire du feu. 
À l'été 1881, Henry Russell contacte l'entrepreneur Étienne Theil, de Gèdre, qui avait réalisé pour lui l'aménagement d'un abri à proximité du mont Perdu cinq ans plus tôt. Il prévoit le percement d'une grotte à 3 205 mètres d'altitude sur les flancs du Cerbillona, près du col de Cerbillona, en haut du glacier d'Ossoue. Le contrat signé, Theil et ses ouvriers commencent les travaux en août, mais leur progression est lente en raison de la dureté de la roche : après quelques jours, seul un trou d'environ un mètre cube est creusé. Les travaux sont interrompus au début du mois de septembre, après qu'une violente tempête de neige a mis à sac le campement des ouvriers. L'année suivante, l'un des ouvriers, Justin Pontet, soumet l'idée d'installer une forge à proximité du chantier, afin d'entretenir les outils qui s'émoussent vite. Le 31 juillet 1882, les travaux sont terminés et la grotte est livrée au comte Russell le lendemain. D'une capacité de 16 m3, fermée par un mur et par une porte en tôle peinte au minium, la grotte mesure 3,1 mètres de longueur, 2,55 mètres de largeur et un peu plus de 2 mètres de hauteur. Le montant des travaux s'élève à 2 000 francs, dont 100 francs d'étrennes pour les ouvriers.
Dès la réception de la grotte, qui reçoit le nom de « Villa Russell », son propriétaire décide d'y passer trois jours en compagnie d'un jeune montagnard anglais, Francis-Edward-Lister Swan, et de trois guides et porteurs, Henri Passet, Mathieu Haurine et Pierre Pujo. Le 4 août, Jean Bazillac et Henri Brulle, qui achèvent au Vignemale une excursion pyrénéenne débutée quelques semaines plus tôt, se rendent à la Villa Russell, manquant de peu le comte et ses invités, repartis la veille. L'année suivante, Henry Russell effectue plusieurs séjours dans sa grotte. La porte, probablement emportée par les intempéries de l'hiver, est finalement retrouvée et fixée de nouveau. Chaque soir, le comte gravit la Pique Longue pour admirer le coucher du soleil, dans un rituel immuable.
En 1884, Henry Russell poursuit l'aménagement de sa grotte. Il y fait installer le poêle de 35 kg que lui a offert Henri Vergez-Bellou, patron de l'hôtel des Voyageurs de Gavarnie. Pendant une dizaine de jours, au début du mois d'août, plus de 80 invités se succèdent et bénéficient de l'hospitalité du comte, lui apportant par ailleurs de nombreux cadeaux comme du thé, du vin de Bordeaux, du Madère ou du Porto. Le 11 août, la « villa Russell », transformée en chapelle pour l'événement, est bénie par des prêtres venus de Lourdes, Héas et Saint-Savin, une consécration relatée par des quotidiens régionaux.

### La grotte des Guides (1885) et la grotte des Dames (1886)

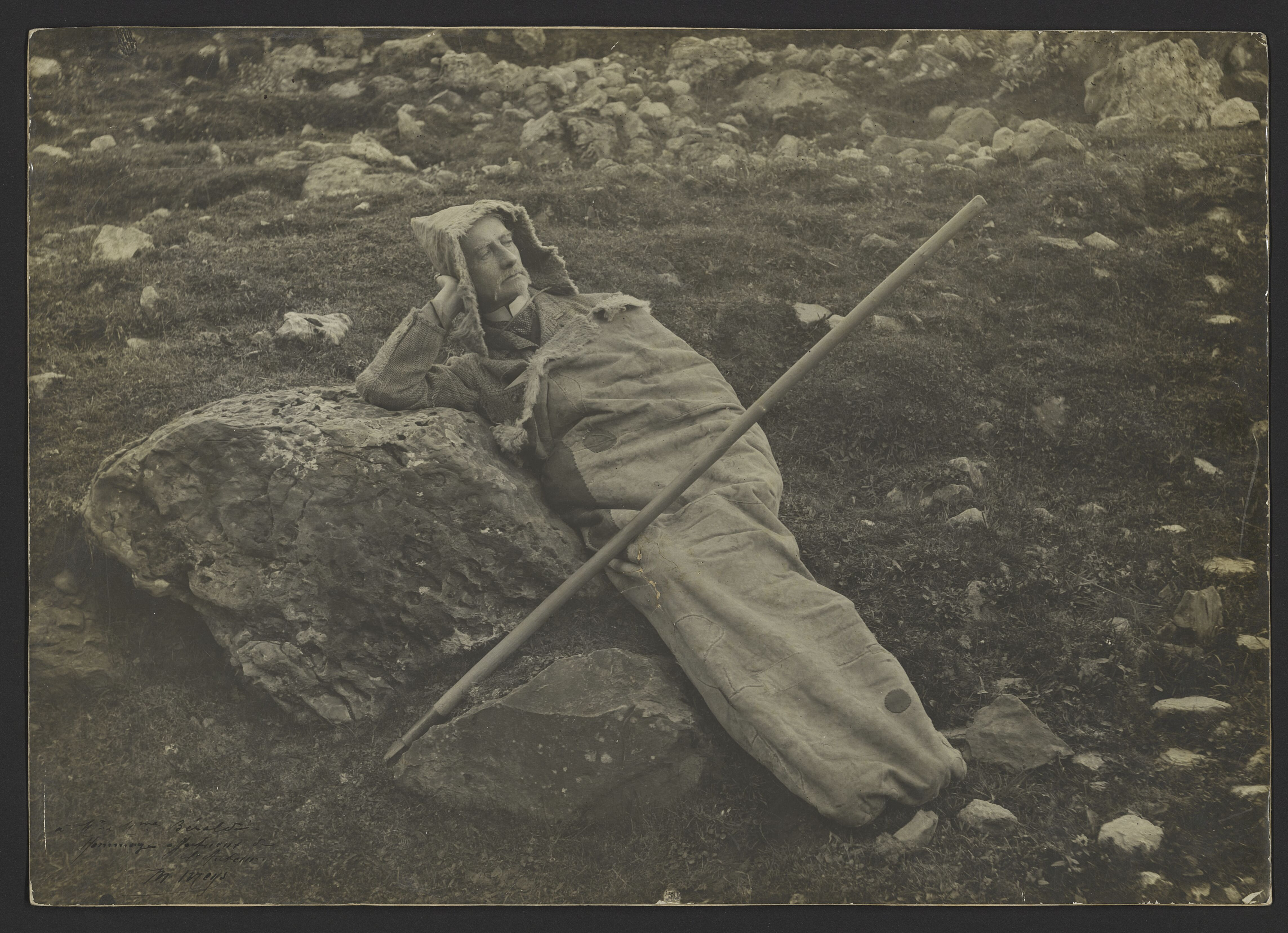
Henry Russell dans son sac en peau d'agneau.

En 1885, la « villa Russell » ne suffisant pas à héberger à la fois ses amis et les guides et porteurs qui les accompagnent, Henry Russell entreprend de faire creuser par les mêmes ouvriers une nouvelle grotte dite « grotte des Guides », à proximité de la première. Les travaux sont achevés le 21 août.
Russell augmente encore ses capacités d'hébergement l'année suivante avec la construction d'un troisième abri, la « grotte des Dames », édifiée 4 mètres au-dessus des précédentes dont l'entrée est régulièrement obstruée par l'avancée du glacier d'Ossoue. Il s'en montre très satisfait : « ma chère petite grotte, celle des Dames, la plus aimable, la plus gracieuse et la plus chaude de toutes, la première à paraître à la fin de juillet, et la dernière à sombrer sous les neiges en octobre. Celle-là est mon plus grand succès : j'en suis très fier. Jamais par aucun temps, je n'y ai vu tomber une goutte : et cette fois-ci, dans les rafales de neige et de grésil qui nous gelaient les doigts devant la porte, son atmosphère nous semblait orientale. Si je disais que je la trouvai presque trop chaude, par son contraste avec l'air extérieur, on ne me croirait pas : je me contenterai donc de le penser ».
Henry Russell organise parfois des réceptions fastueuses. Le 6 août 1888, ses amis Roger de Monts et Jean Bazillac font acheminer une tente, des lits, des fauteuils, des livres, des lanternes, des oriflammes, des costumes d'Esquimaux et de nombreux vivres. La tente est dressée sur la neige, face à la villa Russell, et reçoit le nom de « villa Miranda ». Pendant trois jours, les fêtes s'y succèdent dans un luxe stupéfiant à une telle altitude,.
Peu avant sa mort, Russell confie les clés de ses grottes à un autre visiteur illustre, le poète Saint-John Perse.

### Les grottes Bellevue et la concession du Vignemale (1889-1990)

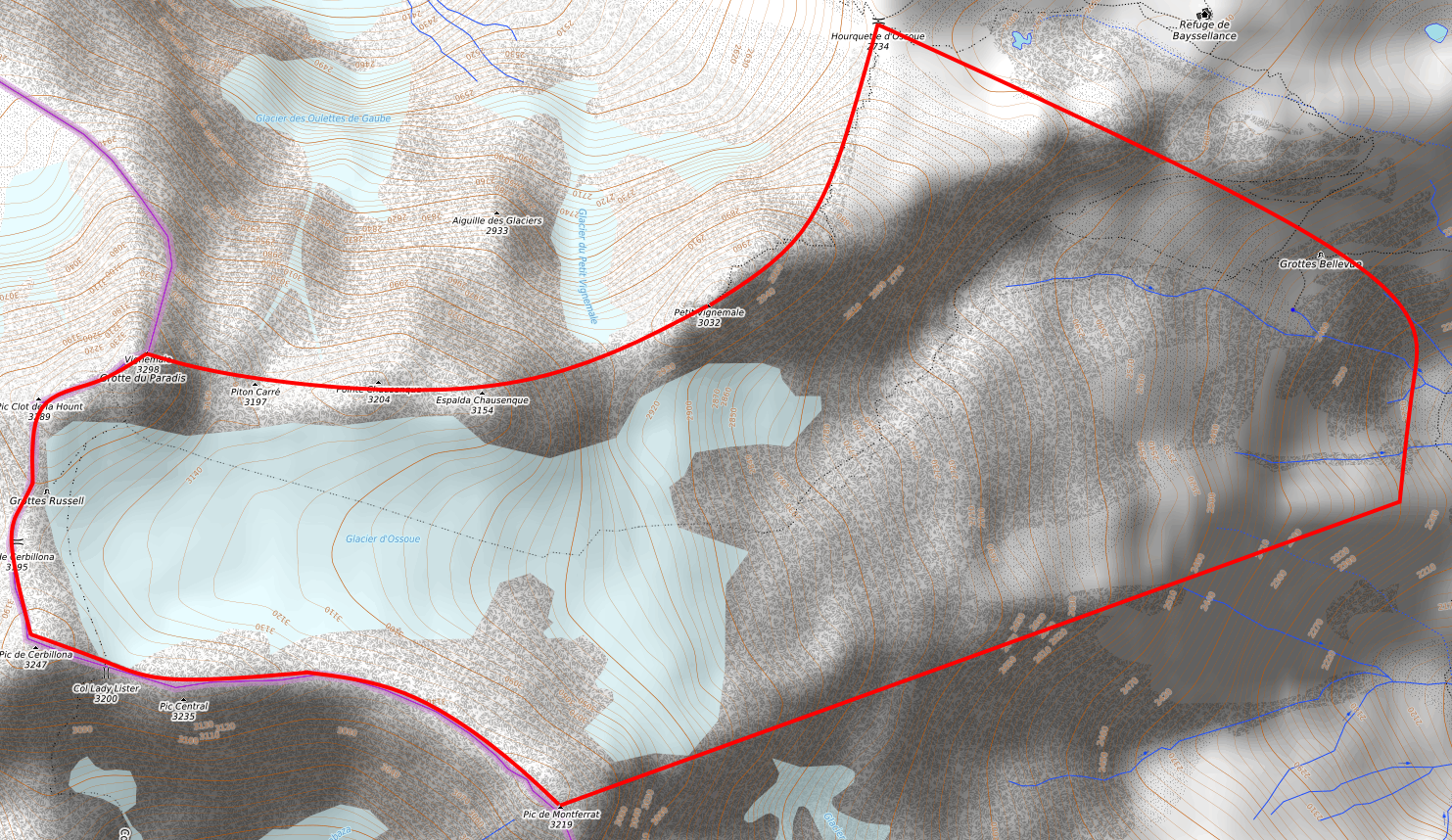
Zone couverte par la concession du Vignemale accordée au comte Henry Russell en 1889, d'après un plan établi par ses soins.

La montée du glacier d'Ossoue rend difficile l'accès aux grottes du Cerbillona. La villa Russell et la grotte des Guides étant régulièrement ensevelies sous la neige, Henry Russell décide d'en faire construire deux nouvelles à l'abri de la neige. Il choisit un emplacement en dessous du glacier, sur le sentier qui mène à la hourquette d'Ossoue, à 2 400 mètres d'altitude. Offrant un superbe point de vue, elles prennent le nom de « grottes Bellevue » et deviennent la résidence d'été du comte à partir de 1889. En 1890, une troisième grotte, de taille plus modeste et sans porte, est aménagée pour entreposer les bagages et les vivres.
À la fin de l'année 1888, Henry Russell émet le souhait de devenir propriétaire du Vignemale. Il sollicite auprès de la commission syndicale de la vallée de Barèges une concession qui lui donnerait la propriété symbolique de toutes les neiges et tous les rochers situés au-dessus de 2 300 mètres d'altitude, pour un total de 200 hectares autour du massif. Le 13 décembre, il adresse également un courrier au préfet des Hautes-Pyrénées, Charles Colomb,. Le comte Russell établit lui-même un plan de la zone concernée, à l'intérieur d'une ligne qui part du sommet de la pique Longue jusqu'à la hourquette d'Ossoue en passant par le Petit Vignemale, puis vers le sud-est en passant à l'est des grottes Bellevue jusqu'à la crête du Montferrat, rejoignant ensuite la Pique Longue en suivant la frontière. Réunie le 25 février 1889, la commission syndicale, considérant que cette proposition peut être bénéfique pour le développement touristique de la région, décide à l'unanimité d'accepter l'offre du comte Russell. Avec l'aval du préfet, elle lui accorde la concession du massif pour une durée de 99 ans et contre le versement d'un franc symbolique chaque année. Elle autorise par ailleurs le comte à y faire tous les aménagements qu'il juge nécessaire, ainsi qu'à établir des sentiers ou des chemins pour en faciliter l'accès. Le bail est accordé officiellement le 10 octobre suivant.

### La grotte Paradis (1892-1893)

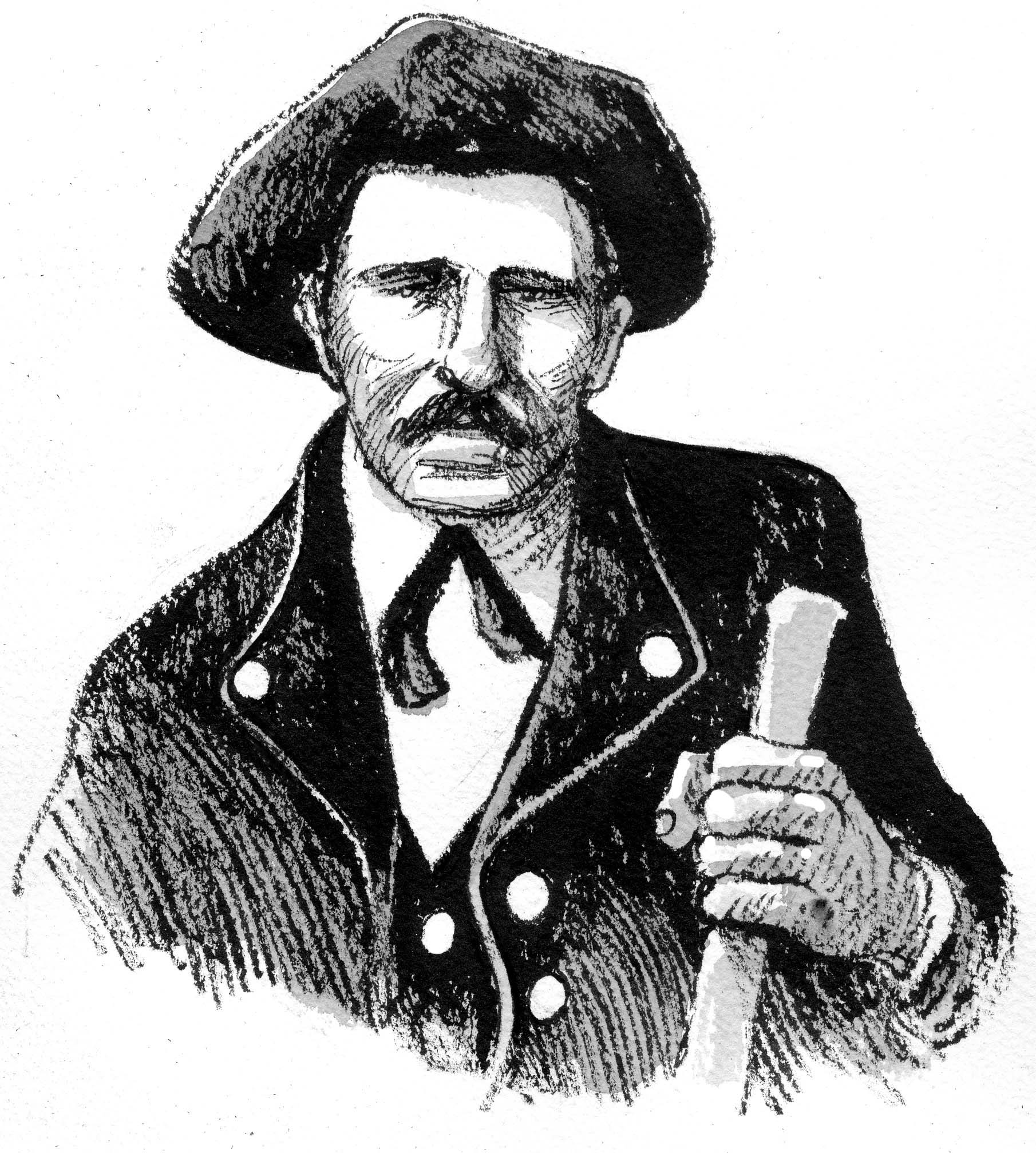
Le guide François Bernat-Salles.

Malgré la satisfaction d'être devenu propriétaire du massif, Henry Russell regrette la faible altitude de ses dernières grottes. Il nourrit alors l'idée d'un septième et dernier abri. Pendant l'été 1892, il entreprend la construction de la « grotte Paradis » à 3 280 mètres d'altitude, soit 18 mètres sous le sommet de la pique Longue. Du fait de la dureté de la roche et des orages qui frappent régulièrement le sommet, le chantier est extrêmement difficile. En six semaines de travaux, les ouvriers ne peuvent extraire que 8 m3 de roches. Le chantier est repris à l'été 1893 en employant cette fois de la dynamite. Henry Russell est d'ailleurs le premier particulier autorisé en France à utiliser ce type d'explosif réservé aux mines et aux carrières ou à un usage militaire.

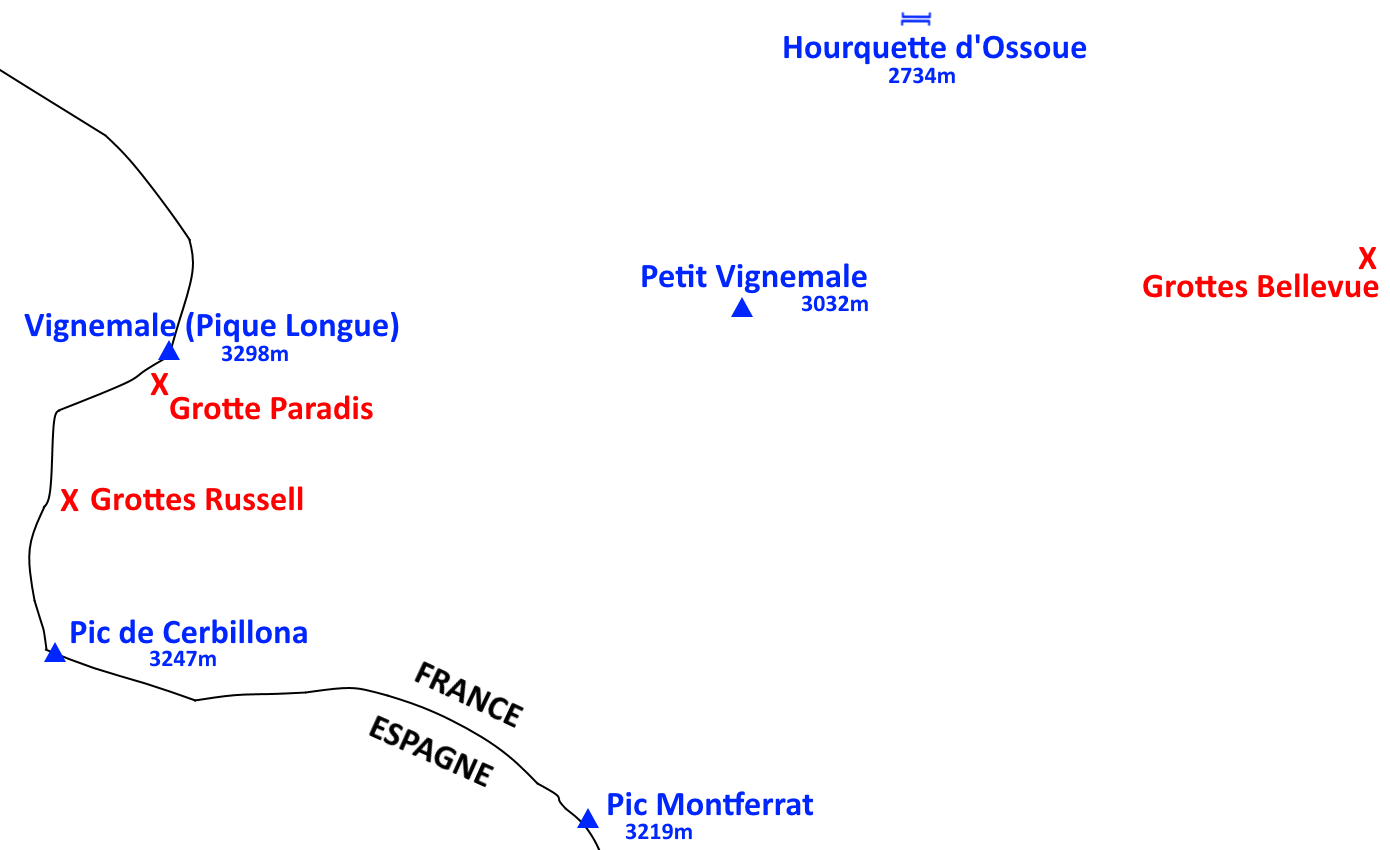
Localisation des grottes Russell dans le massif du Vignemale.

En vingt jours, la capacité de la grotte est portée à 16 m3. Comme les premières grottes du Cerbillona, ce nouvel abri est béni par le curé de Gèdre, Pascal Carrère. Dans les années qui suivent, Henry Russell séjourne régulièrement dans ses grottes, dont il assure l'entretien. En 1894, il réalise sa vingt-cinquième ascension du Vignemale, célébrant à cette occasion ce qu'il nomme ses « noces d'argent » avec le sommet, en compagnie de son ami Bertrand de Lassus et des guides Henri Passet, Mathieu Haurine et François Bernat-Salles. Il fait ses adieux au Vignemale en 1904, après une trente-troisième et dernière ascension du sommet, le 8 août 1904. Pendant ce dernier séjour sur sa montagne fétiche, long de dix-sept jours, il observe la fonte spectaculaire du glacier d'Ossoue et fait construire une petite tour carrée de trois mètres de hauteur afin de rectifier l'altitude du sommet en la portant au-dessus de 3 300 mètres. Ses deux premières tentatives, les années précédentes, n'avaient pas résisté aux intempéries,.

## Les réceptions dans les grottes

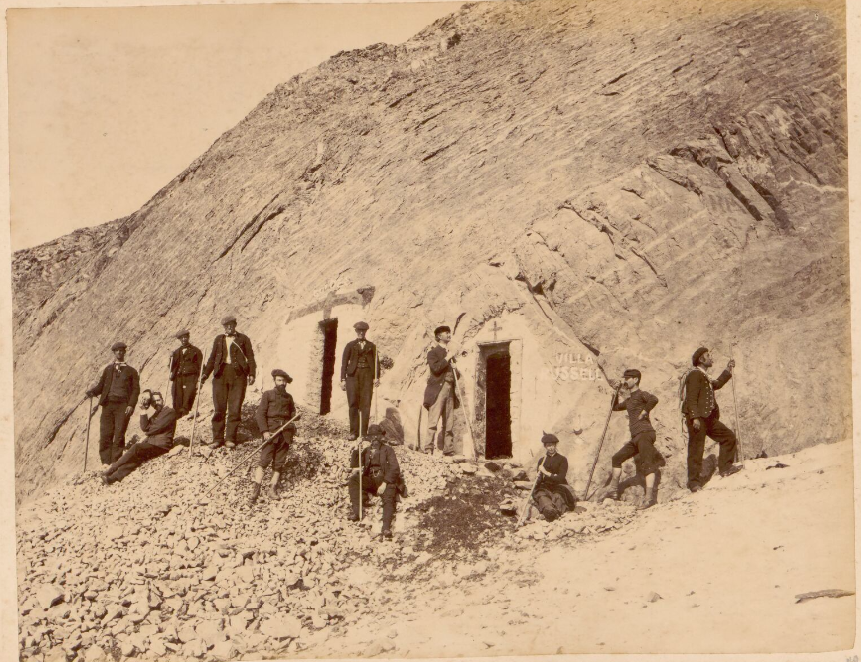
Henry Russell et ses guides devant la Villa Russell en 1882.

Doté lui-même d'un très grand appétit et décrit comme « un voluptueux ami de la bonne chère » par l'écrivain montagnard Henry Spont, Henry Russell veille à ce que ses invités ne manquent de rien pendant leur séjour aux grottes du Vignemale. Tous s'accordent pour souligner la qualité de son accueil, comme en témoignent les nombreux messages laissés sur le livre d'or déposé au sommet de la Pique Longue. Pour accueillir ses invités, le comte prévoit systématiquement des boissons chaudes, comme de la soupe, du thé, du chocolat, du café ou du punch brûlant, ainsi que de nombreux aliments solides en conserve. Ses guides effectuent régulièrement le trajet vers les villages en contrebas pour assurer le ravitaillement. L'un d'entre eux, Mathieu Haurine, devient d'ailleurs le cuisinier attitré du comte pendant ces séjours.

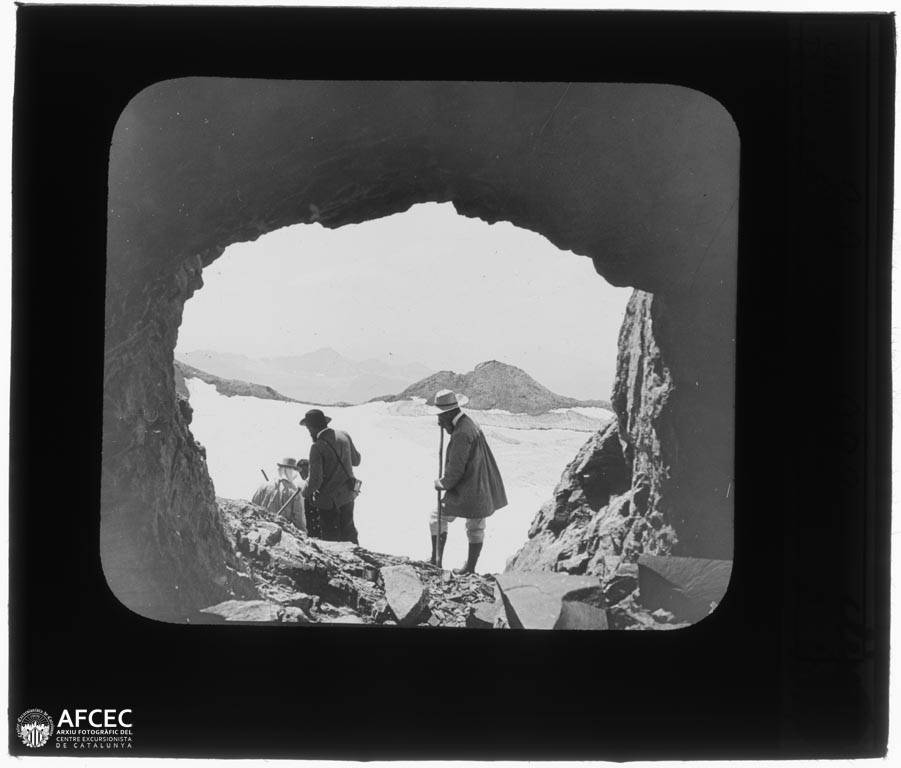
Des alpinistes dans une des grottes Russell en 1905.

Henry Russell organise au Vignemale « quelques festins dignes de Lucullus », selon l'expression de sa biographe Monique Dollin du Fresnel. Il propose à ses invités, entre autres plats, du fricandeau à l'oseille, du bœuf à la mode, du veau, du mouton ou des harengs d'Écosse, le tout arrosé de quelques bouteilles de vin. Ces repas s'achèvent « dans la fumée aromatique des tabacs d'Orient », le comte prenant l'habitude de fumer un cigare après dîner comme il le fait régulièrement au sommet des montagnes qu'il vient de gravir, en point d'orgue de l'ascension. Henri Brulle, l'un des invités les plus récurrents du comte, rapporte dans ses mémoires la valeur de ces agapes : « Méticuleuse était la préparation des séjours dans ses grottes. La question du ravitaillement était grave, car le châtelain troglodyte était de grand appétit et il aimait à recevoir. Aussi, quelle batterie de cuisine ! […] Les invitations avaient lieu par séries combinées avec un tact impeccable et c'étaient alors des réunions charmantes et inoubliables. Qui, du reste, parmi nous, les favorisés, n'affirmeraient que ces nuits furent les meilleures de sa vie ? »
Henry Russell évoque lui-même le faste de ces repas gastronomiques à haute altitude dans un article intitulé « L'Avenir du Vignemale », paru dans la Gazette de Cauterets le 5 août 1886. Dans ce texte, il imagine, adoptant un ton humoristique, la découverte mille ans plus tard de ces grottes par un géologue et ses élèves :

« Le Professeur, en cravate blanche, les yeux en l'air, en longue redingote noire (si on en porte encore), et d'un ton magistral : « en ces lieux tout nous parle de la mer : tout la rappelle. Il y avait là un golfe très orageux : ces grottes, la mer les a creusées : voyez les traces des vagues. Puis son niveau ayant baissé, les grottes laissées à sec sur le rivage furent habitées par d'affreux troglodytes (peut-être par d'affreux brigands…), qui, comme cela saute aux yeux, vivaient au bord de l'océan, puisqu'il y a là partout des morceaux de homards pétrifiés, des empreintes de hareng, quelques traces de sardine » […] Pardon, monsieur, mais voici une arête de truite, poisson qui ne peut vivre que dans l'eau douce!!! […] Second élève : « Monsieur, voici des restes de cailles et des os de poulets !! » »

## Les grottes depuis la mort de Russell

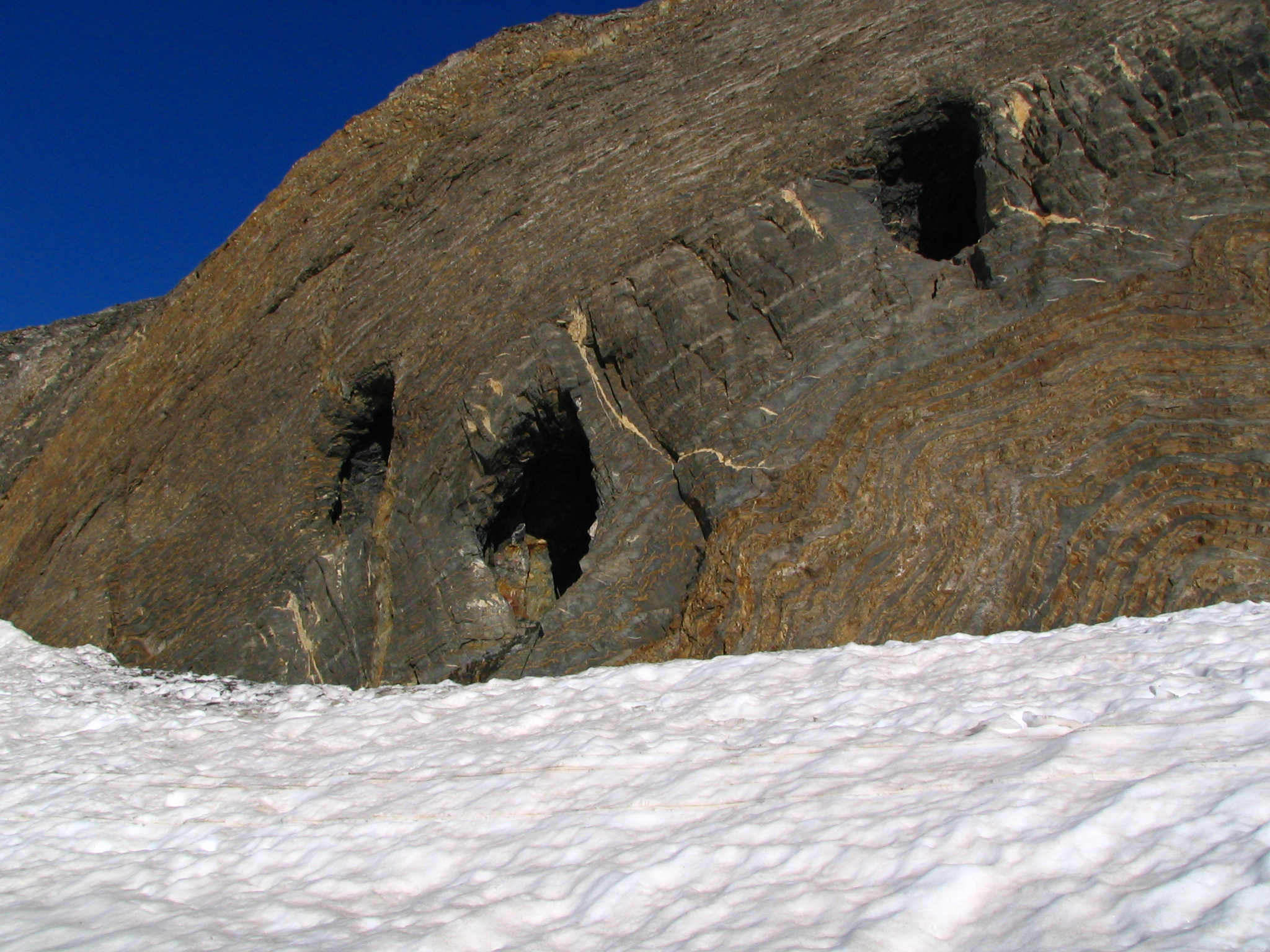
Les grottes du Cerbillona, en 2007.

Après la mort du comte Russell, une plaque en bronze exécutée par le sculpteur bordelais Gaston Leroux est apposée au-dessus de l'entrée de la grotte Paradis, en 1913. Les grottes Russell continuent de recevoir la visite de nombreux ascensionnistes venus s'y abriter. Cependant, depuis le début du XXIe siècle, la fonte rapide du glacier d'Ossoue empêche désormais d'accéder de plain-pied aux grottes du Cerbillona. En 2017, le glaciologue Pierre René met au jour une des portes qui en condamnait l'entrée et qui avait disparu sous le glacier à la fin du XIXe siècle, lorsque la taille de celui-ci augmentait encore.
En 2021, une association, en partenariat avec le parc national des Pyrénées, fait restaurer le cadran solaire que le comte Russell avait disposé sur le flanc d'une des grottes de Bellevue.
En 1987, le dessinateur Jean-Claude Pertuzé monte au sommet du Vignemale pour y écrire et y dessiner, en vingt-quatre heures, Le jour du Vignemale, un portfolio de 32 planches publiées par les éditions Loubatières. En 2011, une nouvelle version colorisée paraît sous le titre Vignemale, l’autre jour.